# Revista Ibérica de exlibris
|  | Per a altres significats, vegeu «Revista Ibérica de exlibris (desambiguació)». |

La Revista Ibérica de Exlibris va ser una publicació catalana dedicada a la divulgació i estudi de l'exlibrisme, corrent molt estès en l’Europa de començament del segle xx. Va aparèixer trimestralment, entre 1903 i 1906. S'emmarca dins del Modernisme català i també amb el moviment Arts & Crafts, moment en el qual es revaloritza l’artesania i les arts decoratives.

## Fundació
Era una publicació fundada a Barcelona per Víctor Oliva i Sala. Va ser editada en la prestigiosa impremta Oliva de Vilanova i la Geltrú, i els principals creadors van ser Alexandre de Riquer i Josep Triadó, però també comptava amb destacables col·laboradors com Víctor Oliva, els germans Miquel i Planas, Pau Font de Rubinat, entre d'altres. El primer volum l’imprimí Joan Oliva i Milà i els tres següents, Fidel Giró de Barcelona.
Per arribar a un camp més ampli de divulgació i d’estudi sobre aquestes petites peces d’art, hi havia col·laboradors per tot el territori peninsular, així que es poden trobar articles tant en castellà com en portuguès.
Alexandre de Riquer i Josep Triadó van ser els fundadors de la Revista, i això els va fer capdavanters en el moviment artístic exlibrista. El que impulsà a ambdós cofundadors a editar una revista sobre l'exlibrisme a Espanya fou un article publicat el 1898 a la revista The Studio, en el qual sota el títol "Modern Book-plates and their designers" destaca els il·lustradors d'exlibris moderns arreu del món. Aquest article serà molt important per Riquer i Triadó, ja que podran contemplar l'evolució de l'exlibrisme arreu del món en aquell moment. Així, serà com poc després esdevindran artistes dels seus propis exlibris, i poc després fundaran la Revista Ibérica de Exlibris.
El renaixement de l'exlibrisme està estretament relacionat amb el moviment per la restauració del llibre artesanal al segle xix arreu d’Europa. A causa del rebuig cap al procés industrial de la creació del llibre, es recuperen antigues tècniques manuals com l'aiguafort i la calcografia. El moviment de l'exlibrisme sorgeix a Anglaterra i Alemanya i gràcies al contacte amb els artistes prerafaelites, Alexandre de Riquer l’introdueix a Catalunya. Dins aquest moviment bibliòfil podem diferenciar dues vessants: la tradicional per part dels col·leccionistes i intel·lectuals, i per una altra banda l'artística, que integra els gravadors i il·lustradors, d’aquesta barreja sorgirà una producció amb uns valors tradicionals però amb una estètica més actualitzada.
Com a conseqüència de la popularització dels ex-libris es creen associacions arreu del món per tal d’intercanviar coneixements per al seu estudi, i són aquestes mateixes associacions les que creen les revistes monogràfiques sobre els ex-libris.

## Objectius
Un dels objectius principals de la Revista era estendre el coneixement sobre els exlibris a Catalunya i a Espanya, per tal d'impulsar-ne el seu col·leccionisme i també les investigacions serioses sobre aquest camp.
Es publicaven tant en castellà com en portuguès a més de l’ús de la llengua catalana, per no deixar, de banda les aportacions dels estudiosos dels altres territoris de la península. Així podien col·laborar conjuntament per elaborar un estudi de caràcter general sobre els ex-libris que es poden trobar en totes les cultures que abarquen el territori ibèric. I, per acabar, declaren que amb aquesta revista la intenció de conformar un catàleg dels exlibris que es troben al país.

## Evolució
Fins al moment a Catalunya no hi havia hagut cap escrit que tractes en profunditat el tema dels ex-libris, tret de la reproducció d’alguns ex-libris a la revista “Luz” i dos articles en dues revistes espanyoles de finals del segle xix, un article titutal “Ex libris” en la revista “ La Ilustración Española y Americana” per part del Dr. Thebusem (Mariano Pardo de Figueroa) a l'octubre de 1875, i un altre titulat “Los ex libris y sus colecciones” escrit per Francesc Viñals per a la “Revista de Gerona” al desembre de 1895.
Per tant, fins a la publicació del primer exemplar de la Revista Ibèrica d’Exlibris no hi havia hagut cap “text” que estudiés amb profunditat aquest camp de les arts gràfiques fins aleshores irrellevant en el panorama cultural català.
La revista pren com a model la publicació anglesa “The Studio”, una revista monotemàtica dedicada a aquest camp de l’art, donada a conèixer per Alexandre de Riquer després del seu viatge a Londres l’any 1894.
Analitzant el contingut de cada volum es pot veure en paral·lel l’auge dels ex-libris, passant per ser una branca desconeguda al seu punt culminant amb l’aparició de la revista monogràfica, fins al declivi de l’interès per aquestes peces artístiques en paral·lel amb el moviment modernista.
Aquest interès per l'exlibrisme comença l’any 1900 amb l’aparició dels primers ex-libris dibuixats per Alexandre de Riquer, encara que es considera que els primers ex-libris moderns de la península Ibèrica van ser els fets per l’artista Josep Maria Sert per a la biblioteca de M. Bultó el 1892.

### Anys previs a la publicació 1901-1902
Durant aquest primers anys s’inicia la divulgació de l'exlibrisme a Catalunya. Apareixen tímidament els primers ex-libris dibuixats pels principals artistes del moviment exlibrístic a les revistes més destacades d’arts gràfiques catalanes com per exemple “Hispania”, “Pèl & Ploma”, “revista Gráfica”, i també en revistes dedicades a l’altre àmbit important relacionat amb l'ex-libris: revistes dedicades a la bibliofília com ara la “Revista de bibliografia catalana”.
És també en aquest període quan apareixen les associacions d’exlibrisme català, les quals propiciaran més endavant la creació de la Revista Ibèrica de Exlibris. Aquestes associacions estaven formades principalment per artistes, bibliòfils i col·leccionistes, i entre elles destaquen la societat “Amics del Llibre i dels Exlibris”, fundada el 1901 per part d’uns dels grans mecenes de l'exlibrisme, Pau Font de Rubinat i per Ramon Casals i Vernis, i la segona associació important apareguda l’any 1902 fundada pel futur director de la Revista Ibèrica de Exlibris, Ramon Miquel i Planes el 1902 a Barcelona.
Aquestes associacions no només són importants per haver sigut les precursores de la revista monogràfica, sinó també perquè permetien el contacte i l’intercanvi entre col·leccionistes, per aquest motiu són claus en la difusió de l'ex-libris com a peça artística d’interès.

### Període d’esplendor de l'exlibrisme: inici revista 1903-1904
Aquests dos anys són considerats com el moment en què l'exlibrisme arribava al seu punt culminant, i com a mostra d’això es crea la Revista Ibèrica de Exlibris per part de destacables membres de l'elit cultural catalana i espanyola. Trobem com a fundadors als germans[Miquel i Planas, Frederic J. Miracle, Josep Triadó, Alexandre de Riquer, Joan Furnells, Víctor Oliva, Pau Font de Rubinat, Eduard Puig, i l’advocat madrileny Manuel Conrotte.
Als dos primers volums de les revistes editades durant aquests dos anys només es tractaran exclusivament els temes estretament relacionats amb l'exlibrisme. Mentrestant, membres de l'equip redactor publiquen en paral·lel obres dedicades als ex-libris com per exemple el primer llibre d'Alexandre de Riquer, i artistes destacats del panorama cultural català dibuixen els seus primers ex-libris, com és el cas d'Enric Moyà, Gaietà Cornet i Llorenç Brunet el 1903.

### Període de declivi de l'exlibrisme i últims anys de la revista 1906-1907
Durant aquests dos últims anys de l'edició de la revista s’inicia el declivi del moviment exlibrista en paral·lel amb el decaïment del mateix estil modernista. Això afectà a la revista a nivell de continguts, la redacció va anunciar que els propers articles no tractarien exclusivament sobre el camp de l'ex-libris, sinó que s’amplia a la resta d’arts gràfiques, cosa que manifesta el canvi de direcció de la revista. El director literari ja no serà Miquel Planas sinó que Josep Triadó a més de ser el director gràfic passarà a ocupar el lloc de Planas. En aquest període es veu com comença a reduir-se progressivament els continguts dedicats exclusivament a l'exlibrisme. En el tercer volum un quaranta per cent dels articles anaven destinats a l'exlibrisme, però a l’últim any de la revista només s’hi va dedicar un trenta per cent dels articles. Durant aquest període es veu com artistes modernistes deixen de dibuixar ex-libris a la vegada que artistes noucentistes s’inicien en aquest camp, com és el cas de Joan Vila D’”Ivori”. Altres artistes precursors del moviment encara s’hi dediquen, com és el cas de Josep Triadó que publica el seu llibre “Primer llibre d’Exlibris d’En Triadó” el 1906, i un any després Víctor Oliva publica el seu respectiu llibre dedicat a aquest camp de les arts gràfiques, Víctor Oliva publica “Els Ex-libris Renart i l’Anuari Oliva”.
Un any després de la desaparició de la Revista Ibèrica d’Exlibris, l’any 1907, comença la plena decadència de l'exlibrisme, moment en què els principals artistes modernistes abandonen aquest camp creatiu, com A. de Riquer, Josep Triadó, Ramon Casals i Vernis, Modest Casademunt, Joaquim Renart, entre d'altres. Figures que havien sigut claus en la difusió de l'ex-libris com a peça artística, no tornarien a la creació exlibrística fins als anys vint.

## Equip redactor
L'equip de redacció estava format principalment per artistes i mecenes del moviment modernista català, com per exemple Pau Font i Rubinat, alcalde de Reus o l’artista i col·leccionista d'ex-libris Alexandre de Riquer, la col·lecció del qual, formada tant per obres pròpies com d’artistes estrangers, es troba al fons del MNAC.
D’igual manera intervenien de forma eventual col·laboradors procedents de diferents parts de la península que aportaven coneixements relacionats amb l'exlibrisme de les seves regions.
Gràcies a les llistes de subscripció que apareixen dins la publicació es pot veure la gran difusió que va tenir dins d’aquest camp artístic tan especialitzat, arribant a rebre peticions de subscripció de tot Europa i fins i tot dels Estats Units.

### Redactors
- Manuel Conrotte
- Pau Font de Rubinat
- Joan Furnells
- Ramon i Josep Miquel i Planas
- Frederic J. Miracle
- Víctor Oliva
- Eduard Puig i Valls
- Alexandre de Riquer
- Josep Triadó

### Col·laboradors Vol. I, 1903
- Adolpho Loureiro
- Doctor Schulze
- Mariano Pardo de Figueroa (Doctor Thebussem)
- P. Gonzalez Muñoz

### Col·laboradors Vol. II, 1904
- Adolpho Loureiro
- Doctor Schulze
- Doctor Thebussem

### Col·laboradors Vol. III, 1905
- Carlo Boselli
- Rafael Domenech
- Lluís M. Folch y Torras
- P. Gonzalez Muñoz
- Ignacio de Janer

### Col·laboradors Vol. IV, 1906
- Eudald Canibell
- Lluís M. Folch y Torras
- P. Gonzalez Muñoz
- Ignacio de Janer
- Doctor Schulze

## Format gràfic

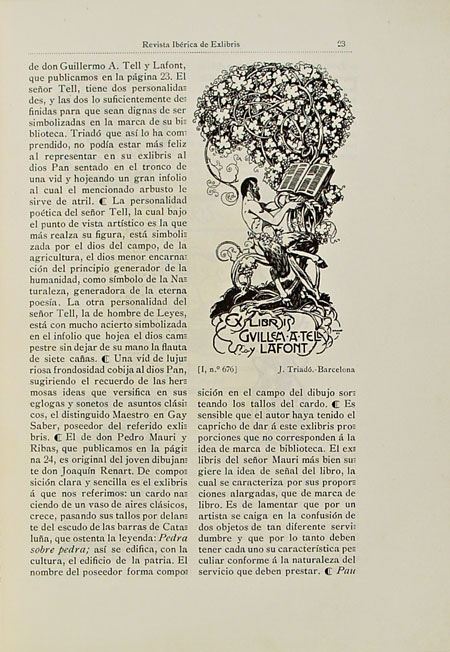
Exemple d'una pàgina de la Revista amb un ex-libris de Josep Triadó

Cada una de la ""Revista Ibéria de Exlibris"" es compon de 24 pàgines a dues columnes amb cobertes del format 280 x 220 mm. Tot i que era una publicació trimestral, cada any es recopilaven les quatre revistes i s'editaven en un volum anual, exeptuant-ne el volum III, el qual només es compon de tres revistes. En les primeres pàgines d'aquests volums anuals hi trobem un índex dels articles escrits en les revistes publicades aquell any i “l’Inventario de Exlibris Ibéricos”.
El volum anual constitueix una unitat formal amb índexs únics al començament, paginació correlativa, colofó i publicitat.
La direcció artística aniria a càrrec de Josep Triadó qui serà autor i responsable de les cobertes, la capçalera, l'enquadernació i les guardes. Val a dir que, com passava en altres publicacions de revistes contemporànies, l'enquadernació era dissenyada expressament per a l'edició de la revista, en aquest cas per a la Revista Ibérica de Exlibris.
En la revista hi havia una gran quantitat d'informació gràfica, ja que es reproduïen nombroses il·lustracions en diversos colors, emprant tècniques com la calcografia, zincografia, aiguafort, entre d'altres.
En les primeres pàgines dels volums trobem informació sobre els la quantitat d'exemplars publicats, ja que eren limitats: Se han impreso de este primer volumen de la Revista Ibérica de Exlibris: 250 ejemplares en papel de hilo Guarro y 10 ejemplares en papeles de las Manufacturas Imperiales de Japón".
Per acabar, només destacar, que les variacions formals de la Revista Ibérica de Exlibris entre els anys de la seva publicació (1903-1906) són mínimes i que no se surt del patró esmentat.

## Continguts
Pel que fa als continguts, la revista tracta temes de caràcter molt especialitzat oferint als lectors unes bones pautes i informació per tal que ells mateixos puguin formar-se com a hàbils col·leccionistes i perquè puguin conèixer la matèria amb profunditat. Tanmateix l’obra “Història de la premsa catalana” inclou la revista en l’apartat de “Revistes d’alta cultura”, per tant es pot arribar a la conclusió que es tracta d’una publicació destinada a una elit amb un alt nivell cultural. Principalment dins la revista es pot trobar informació sobre l'exlibrisme amb un caràcter més general, com per exemple articles on s’explica què és un ex-libris, quina és la seva procedència, com es pot reconstruir la seva història analitzant peces antigues -com ara els ex-libris heràldics - i com es pot identificar el propietari d’un ex-libris anònim així com la seva nacionalitat desglossant l'escut d’armes i els atributs que es troben en la il·lustració.
Es parla també dels ex-libris contemporanis i de la seva temàtica, la qual pot ser religiosa, heràldica, caricaturesca o humorística, eròtica, macabra, decorativa, intantil, mitològica, corporativa o simplement correspondre a la personalitat del propiertari mitjançant simbolismes o decoracions de llurs inicials. També sobre quin és el gènere dels seus propietaris (si són homes o dones), com per exemple observem en un article dedicat als ex-libris de dones, anomenats "femenins" o "de senyores" en el qual s'analitza la seva estètica.
La Revista no només tracta els ex-libris que pertanyen a un particular sinó que també fa referència als que pertanyen a institucions com per exemple la Real Academia Española. A més, a banda de la història i l’anàlisi dels ex-libris, hi ha seccions dedicades a donar a conèixer els artistes que es dediquen a aquesta matèria així com les revistes estrangeres que tracten el tema, citant els articles considerats més importants per als redactors.
Es tracta d’una revista molt completa donat que conté nombroses il·lustracions d'ex-libris que acompanyen els articles. Gràcies a aquestes reproduccions es pot observar les diferents influències artístiques com poden ser els pintors prerafaelites, l'orientalisme o el simbolisme.

## Influències i estil
Les tendències modernistes en els ex-libris de la Revista, s’expressen mitjançant múltiples fonts d’inspiració i d'influències les quals s’unifiquen en l'estètica modernista amb cert eclecticisme: l'Art Neogòtic, l'Art Nouveau, el Noucentisme i el Simbolisme esdevenen característiques fonamentals en els ex-libris que es mostren a la Revista Ibérica de Exlibris.
L'heterogeneïtat d’estils en les Arts Gràfiques de començaments del segle XX ens dona diversos artistes internacionals els quals desenvolupen la seva obra segons les característiques modernistes del seu país. De tots els artistes d'aquest camp, els més influents i imitats varen ser el dissenyador txec Alfons Mucha i l'il·lustrador Aubrey Beardsley, ambdós amb un gran un estil personal.
Amb Alfons Mucha entren els estils decoratius arts nouveau típics del nou cartellisme, tal com cita l’artista Emilio Orduña Viguera en el seu article titulat ”Decoración del Exlibris” en el núm. 2 de 1904 de la Revista, les noves tipologies exlibrístiques reben influència del cartellisme de l’artista txec, posant importància als elements decoratius que haurien d'integrar un ex-libris ben elaborat. En aquest article es posa en relleu la dimensió artística dels ex-libris en comparació amb els ex-libris que es feien abans d’aquest període, ja que eren de formes molt senzilles i només tenien un valor funcional com a marca de llibre, aquest nous ex-libris considerats moderns integren qualitats de les arts plàstiques valorades per als col·leccionistes.
Amb l’artista Aubrey Beardsley s’integra l’exotisme japonès ens els ex-libris moderns, és significatiu que aquest camp de les arts gràfiques es conegués la figura de l’artista estranger, ja que va ser Alexandre de Riquer qui el va donar a conèixer a Catalunya publicant articles sobre ell en revistes com Joventut.
També amb l’aportació de A. de Riquer comencen a entrar elements típicament procedents de l’art i cultura japonesa, com la influència de les xilografies de l’artista Hokusai, on les figures posseeixen contorns molt definits, i s’usen tintes planes, les composicions en verticals procedents del makemono, o la simbologia vegetal que prové de l’art de l’ikebana.

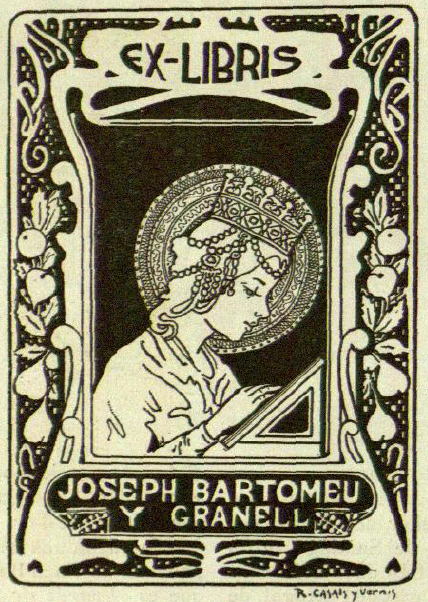
Ex-libris de R. Casals i Vernis per a Josep Bartomeu i granell, 1904.
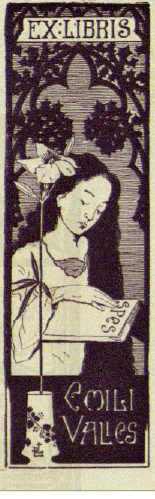
Ex-libris de J.Llongueras per a Emili Vallés, 1904.
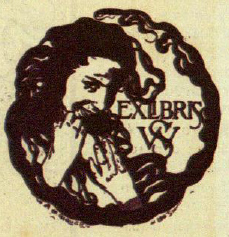
Ex-libris creat per Alexandre de Riquer, 1903.

L’altre moviment artístic que va influenciar als artistes d'ex-libris venia aquesta vegada d'Anglaterra, amb els prerafaelites anglesos, els quals també es van donar a conèixer a Catalunya per A. de Riquer, quan va descobrir-los en els seus dos viatges a la capital anglesa (la primera estada de 1880 i al segona el 1894). Amb aquestes influències es van confeccionar ex-libris d'estètica medievalista, un estil que vindrà molt bé als ex-libris que tracten el tema del patriotisme català, on es confeccionaran ex-libris relacionats amb la història i cultura catalana, com per exemple els nombrosos exemplars dedicats a la figura de Sant Jordi i el drac.

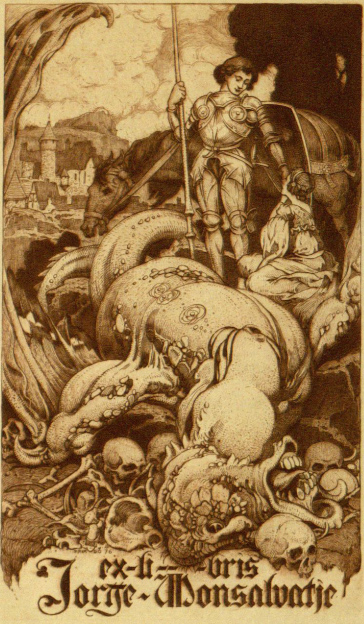
Ex-libris de Josep Triadó, 1904

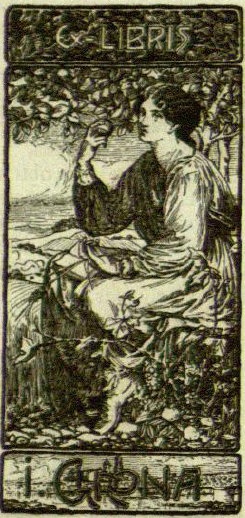
Ex-libris de M. Latas, 1904

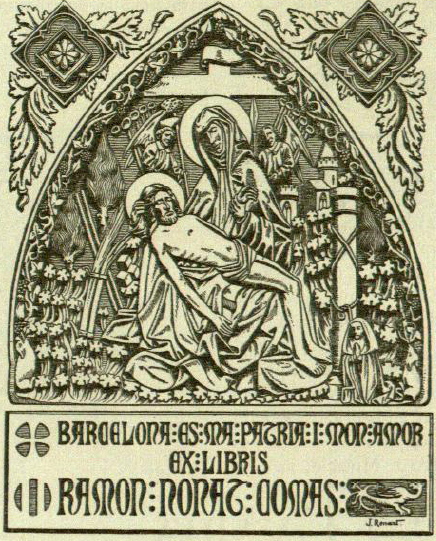
Ex-libris de J. Renart, 1903

### La influència Neogòtica germànica

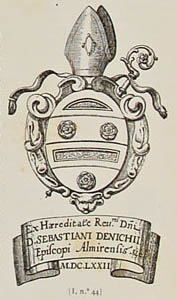
Ex-libris heràldic de D. Anton Alvarez

En molts dels ex-libris publicats en la Revista, és palpable la influència germànica la qual es caracteritza per l'ús d'un traç ferm i vigorós , una la línia gruixuda  i un marc pesant . En quant els personatges que s'hi representen, val a dir que semblen extrets d'antics gravats xilogràfics de grans mestres alemanys dels segles xvi i xvii, com Hans Holbein o Albert Dürer. Són, sobretot, els ex-libris de Josep Triadó els que podem relacionar directament amb els antics gravats alemanys però també amb els dels seus contemporanis alemanys i austríacs d’estil neogòtic, els quals els conegué a través de les revistes "The Studio" o "Ver Sacrum".
De les antigues fonts alemanyes del segle xvii, els artistes exlibristes de l'era modernista, també en prenen les marques heràldiques , els blasons  i les figures grotesques .
A tot això afegir la revista alemanya "Zeitschrift für Bücherzeichen" la qual dedicà una publicació al treball de Josep Triadó.

### L'estètica modernista en els ex-libris
Els exlibris realitzats entre 1903 i 1905 en la Revista, comparteixen uns mateixos trets del moviment modernista:
- Importància de la figura femenina i la seva indumentària (llargues túniques i cabelleries)
- Elements florals (tiges i fulles i flors)
- El traç gràcil
- Pinzellades curvilinies
- Sintuositat
- L’absència d’ombres i de marc
- Contorns arrodonits (cercle, oval, lòbuls)
- Ús de tintes planes amb colors pàl·lids (blau, groc, verd i siena)

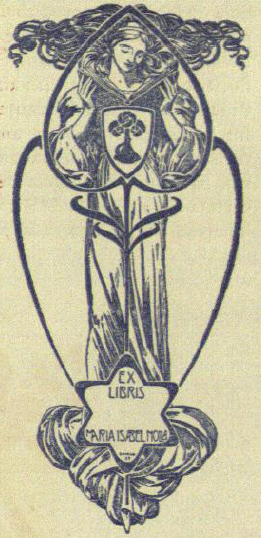
Ex-libris de Josep Triadó per a Maria Isabel Nolla, 1903

### El Retorn al classicisme en les Arts Gràfiques: ElNoucentisme
Però, a part de les característiques de l'estètica modernista, paral·lelament, també es treballa des d’una línia molt més clàssica, des d'una primera aproximació al Noucentisme català mitjançant:
- El retorn a les formes quadrades
- L'ús de templets, fornitures i finestrals
- L'ús de la simetria

### L'exlibrisme i el llenguatge dels símbols
L’artista exlibrista veu en el simbolisme el mitjà expressiu per a la seva obra, com una condicio fonamental dels exlibris, ja que l'objectiu, en el fons, no és més que el de mostrar un tret (o més) del propietari, com per exemple la seva professió, els seus gustos o aficions, el seu cognom, el seu físic… Per tant, l’artista ha de conèixer la persona que li encarrega l'ex-libris i saber reflectir en les estampes les característiques esmentades. A més, la complicació en el llenguatge al·legoric dependrà de si el propietari vol manternir l’anonimat o no.
Per tant, per a la realitzacio d’un ex-libris cal una anàlisi personal per cada un dels propietaris, per això entenem que l’artista exlibrista requereix ser força eclèctic i alhora correspondre a la demanda del client. Hi ha una gran varietat en els destinataris i en les seves professions per això, en la Revista Ibérica de Exlibris trobem un gran ventall d'ex-libris molt diferents entre ells.
- Els ex-libris de carácter professional són, en molts casos, esteriotipats, ja que es representen estris i utensilis extrets de la mitologia clàssica com a símbols de la professió del propietari, com per exemple el compàs de puntes, l'espasa de Temis o la balança d'Astrea, la paleta i els pinzells, les constal·lacions zodiacals, etc. També s'usen com a al·legories la representació de les divinitats gregues en lloc de l'ús de les imatges dels seus atributs. Així doncs el simbolisme esdevé l'element clau per deixifrà la professió del posseïdor de l'estampa.

- Els cognoms o els noms també són utilitzats com símbols, ja que molts proporcionen, en molts casos, figuracions fàcils. Ens referim a cognoms com Font, Castells, Torras, Cirera, Ciervos, Viñas… o noms com Rosa o Roser…

- També trobem en la Revista Ibérica de Exlibris simbolismes patriotics i catalanistes: símbols tradicionals mitjançant referències clares en la història, com per esemple ara Sant Jordi i el drac, faula de la tradició popular catalana.

- Per acabar destacar els exlibirs femenins o "de senyores" en els quals, generalment es representen, delicats motius ornamentals o símbols florals mitjançant traços fins i curvilinis.

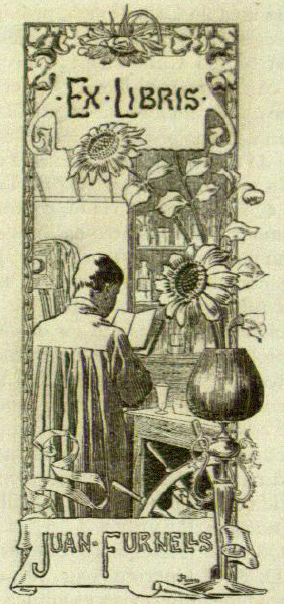
Ex-libris de Josep Passos, 1904